# Glocke (Saint-Martin-d’Ary)

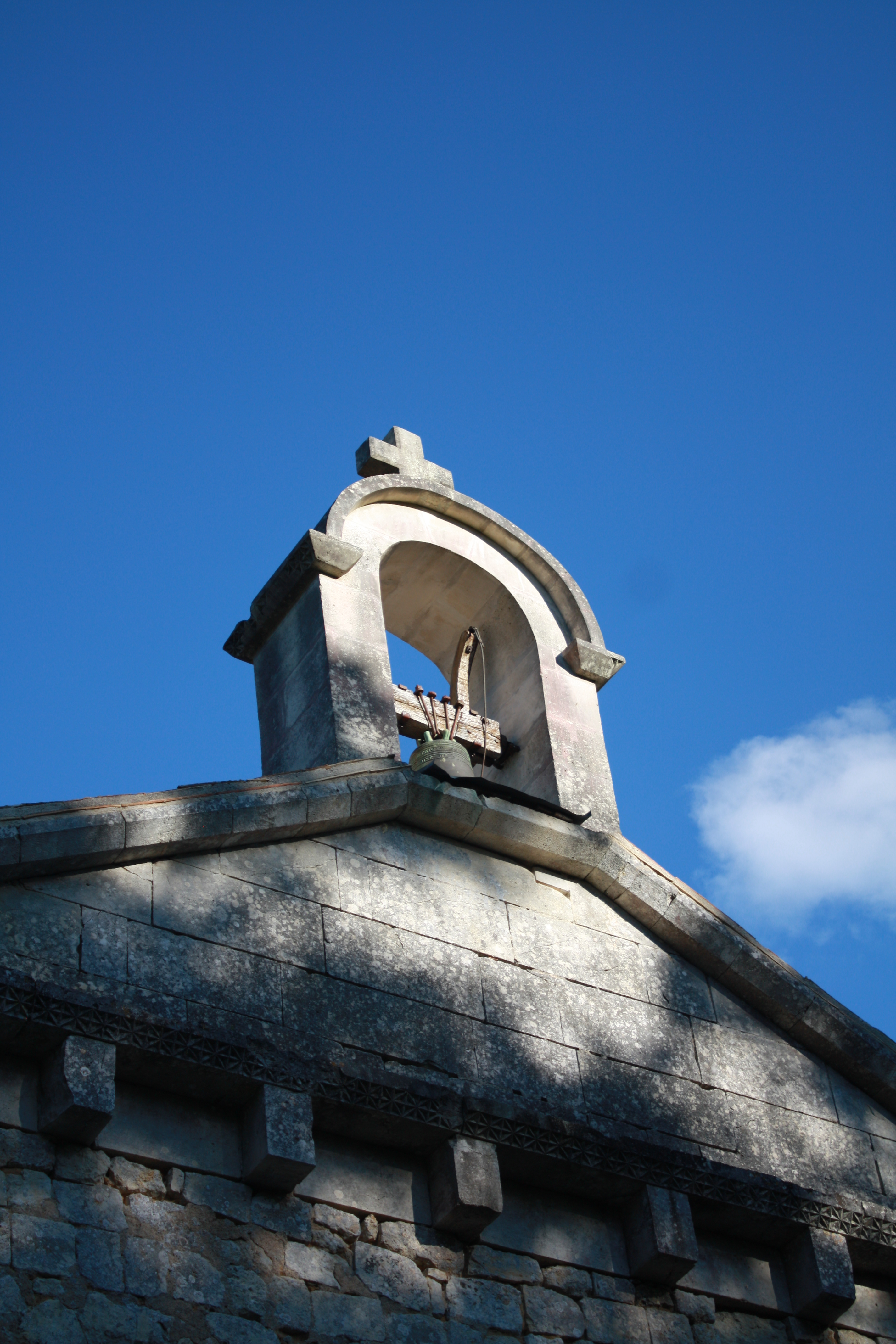
Glocke in Saint-Martin-d’Ary

Die Glocke in der Kirche St-Martin in Saint-Martin-d’Ary, einer französischen Gemeinde im Département Charente-Maritime der Region Nouvelle-Aquitaine, wurde 1668 gegossen. Die Kirchenglocke aus Bronze ist seit 1911 als Monument historique klassifiziert. 
Die Glocke aus einer unbekannten Glockengießerei trägt folgende Inschrift: „IE SUIS FAICTE POUR LE SERVICE DE LA PAROISSE DE ST MARTIN D'ARY L'AN 1668“ (Ich wurde im Jahr 1668 gemacht, um der Pfarrgemeinde Saint-Martin zu dienen).